# Nudo de tope de Ashley

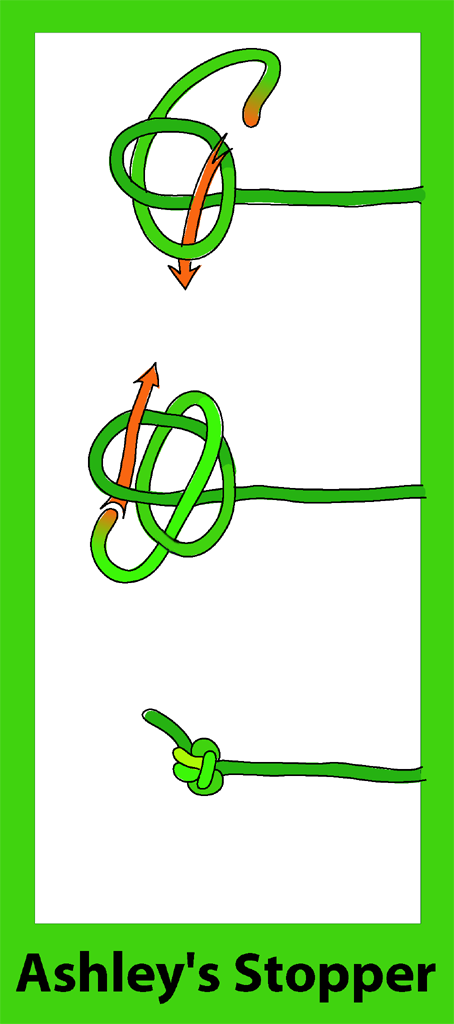
Nudo de tope Ashley.

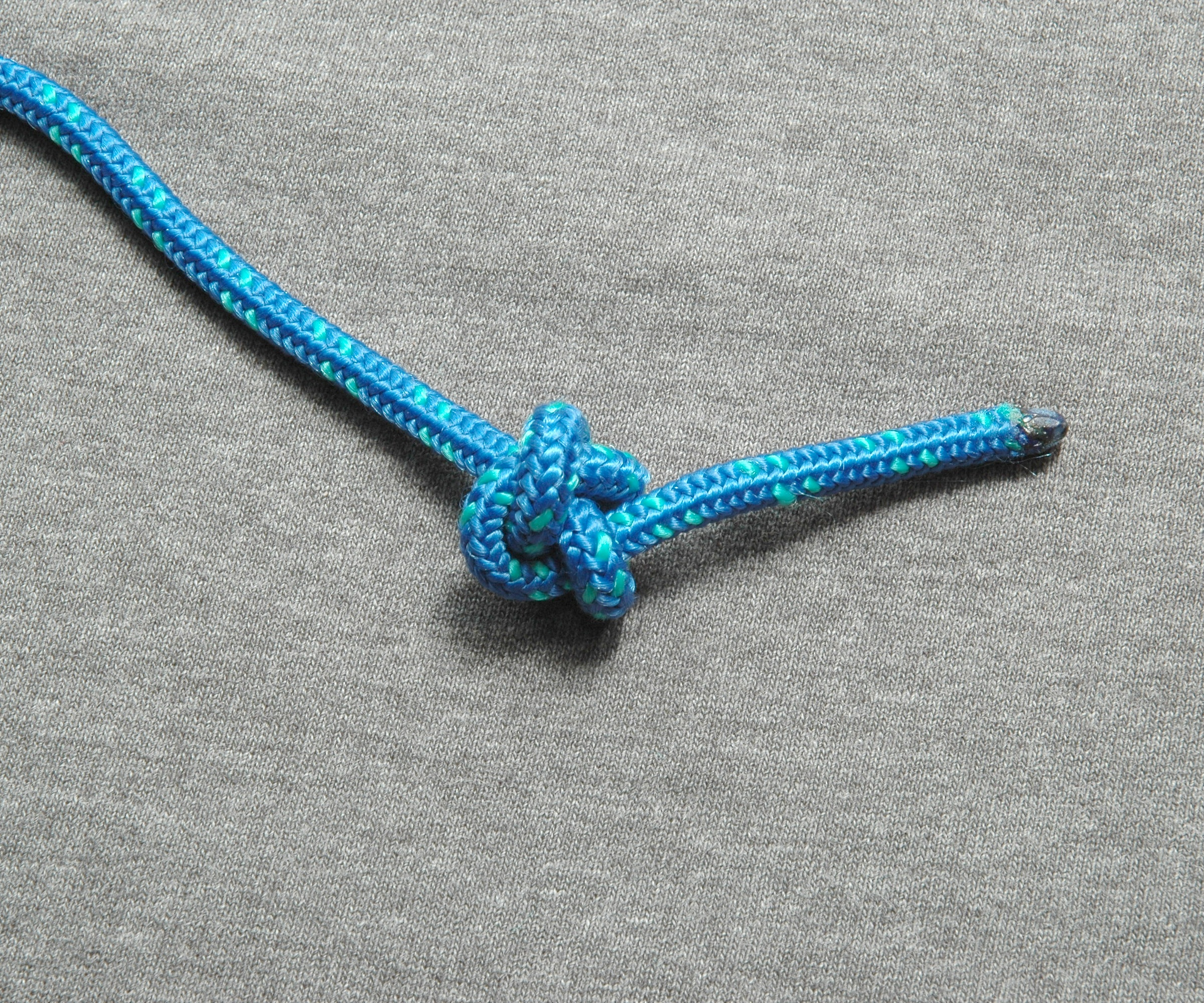
Nudo de tope Ashley.

El nudo de tope de Ashley, es un nudo de tope desarrollado por Clifford W. Ashley alrededor de 1910. Ashley desarrolló este nudo al intentar reproducir un nudo que vio en un barco en una flota de barcos dedicados a la pesca de ostras.